# 14 Delphini
14 Delphini är en misstänkt variabel stjärna i stjärnbilden Delfinen. 
14 Del har visuell magnitud +6,32 utan någon fastställd amplitud eller periodicitet.